# Eduardo Ricagni
Eduardo Ricagni (Buenos Aires, 29 april 1926 - 2010) was een Italo-Argentijns voormalig voetballer.

## Loopbaan
Ricagni begon zijn carrière bij Platense. In 1947 maakte hij de overstap naar topclub Boca Juniors. Na nog een stop bij Chacarita ging hij in 1951 de Río de la Plata over om in de Uruguayaanse hoofdstad Montevideo te gaan spelen voor het met degradatie bedreigde Wanderers. Hij maakte zeven doelpunten in tien wedstrijden en redde de club van degradatie. In 1952 keerde hij terug naar Buenos Aires en ging voor Huracán spelen, waarvoor hij topschutter werd met 28 doelpunten.
In 1953 koos hij voor een Europees avontuur en door bij het Italiaanse Juventus te beginnen. In 1954 verkaste hij naar AC Milan, waarmee hij een jaar later de titel won. Milan won in 1957 ook de titel, al had Ricagni de club wel tijdens de helft van het seizoen verlaten voor Torino. Hij beëindigde zijn carrière bij tweedeklasser Catania.
Omdat zijn vader Pietro van Italiaanse afkomst was en in 1912 naar Argentinië was geëmigreerd, mocht Ricagni uitkomen voor het Italiaanse elftal. Hij speelde drie wedstrijden tussen 1953 en 1955. Hij maakte zijn debuut in een 3-0-overwinning tegen Tsjecho-Slowakije en scoorde hier ook.
In een interview uit 2012 vertelde zijn zoon dat Ricagni twee jaar eerder was overleden.